# مایلز سیتی (فلوریدا)
مایلز سیتی (به انگلیسی: Miles City) یک منطقهٔ مسکونی در ایالات متحده آمریکا است که در شهرستان کلیر، فلوریدا واقع شده‌است.